# Orgilus haeselbarthi
Orgilus haeselbarthi är en stekelart som beskrevs av Taeger 1989. Orgilus haeselbarthi ingår i släktet Orgilus och familjen bracksteklar. Inga underarter finns listade i Catalogue of Life.